# Lisa the Beauty Queen
«Lisa the Beauty Queen» (с англ. — «Лиза — королева красоты») — четвёртый эпизод четвёртого сезона мультсериала «Симпсоны». Вышел в эфир 15 октября 1992 года. Сценарист Джефф Мартин, режиссёр Марк Киркланд.

## Сюжет
Лиза комплексует по поводу своей внешности. Гомер решает отправить её на конкурс красоты в Спрингфилде. В итоге Лиза занимает второе место, но вскоре занявшую первое место девочку сражает молния, и Лиза становится первой. Теперь она стала известной и популярной. Но узнав, что её образ используется для рекламы сигарет, Лиза объявляет протест. Тогда Лизу лишают звания, полученного на конкурсе.

## Саундтрек
Jimmy Webb — «MacArthur Park»

## Культурные отсылки
- Эпизод содержит в себе одну отсылку к фильму «Апокалипсис сегодня» и две отсылки к фильму «Звёздные войны».
- Столкновение дирижабля, на котором был Барни, с электрическим столбом — отсылка к катастрофе на дирижабле Гинденбург.
- Крайняя слева голова «Зала ужасов» (в восковом музее) принадлежит Мистеру Ти.
- Момент, когда Лиза принимает присягу, является прямой отсылкой к принятию присяги вице-президента США Джонсона Линдона на борту Air Force One.